# Vorey
Vorey (även Vorey-sur-Arzon) är en kommun i departementet Haute-Loire i regionen Auvergne-Rhône-Alpes i centrala Frankrike. Kommunen ligger i kantonen Vorey som tillhör arrondissementet Le Puy-en-Velay. År 2022 hade Vorey 1 466 invånare.

## Befolkningsutveckling
Antalet invånare i kommunen Vorey
| Referens: INSEE |